# Jacob Antoon de Witte
Pour les articles homonymes, voir de Witte.
Jacob Antoon de Witte alias (Jacob Anthoni) ou encore Jacques-Antoine (1629-1688) est une personnalité politique des Pays-Bas espagnols.

## Biographie
Fils de Jacob de Witte (1591-1631) et de Maria Nutius (1601-1661). Membre de la famille de Witte.
Il est baptisé sous le prénom de Antoon en l'église St-André (Anvers) et confirmé sous le nom de Jacob. Il se marie avec Anne-Catherine Mailliaert en l'église Notre-Dame d'Anvers (devenue cathédrale) et est enterré avec son épouse en cette même église.
Son épouse était Dame de Quarebbe et de Terlaeken. Elle fit son testament le 24 avril 1696.
Son beau-père était chevalier et seigneur de Rooden et de Thoren.

## Fonctions
- Échevin de la ville d'Anvers en 1669, 1675, de 1678 à 1681, 1683 et 1686[2].
- Bourgmestre de la ville d'Anvers en 1682 et 1684[2].
- Conseiller et Justicier des Licences du Roi dans la ville et le district d'Anvers.
- Il est chargé, par la ville d'Anvers, de représenter le commerce en Espagne[1].

## Titres et armoiries
Seigneur de Leverghem, de Doorne, de Beke, de Terlaeken.
Il obtint, en même temps que son cousin Gaspar de Witte (1623-1704), par Lettres Patentes du roi d'Espagne Charles II, le 16 août 1686, une couronne d'or à cinq fleurons sur le heaume.